# Diószegi Bónis Mátyás
Diószegi Mátyás (Bonis Mátyás) (talán Bihardiószeg, 1622 – ?) református lelkész, a II. Rákóczi György korszakához köthető puritanizmus képviselője.

## Élete
1639. március 16-án a debreceni iskola felsőbb osztályaiba lépett (szubszkribált). 1647–1650-ben Franekerben, Leidenben és Groningenben tanult; azután Szentjobbon, 1654 körül Biharban, 1664-ben Hajdúszoboszlón, 1668 után Püspökladányban lett pap.

## Munkái
- Az Reszegesnek gyülölseges, Utálatos és rettenetes állapottya;… Irattatott… Junius Florilegus, Anglus altal. Es magyar nyelvre fordíttatott… Lejda, 1649.